# Fuldaer Senke
Die Fuldaer Senke ist eine Talsenke und eine naturräumliche Haupteinheit des Osthessischen Berglandes in Osthessen, Deutschland. Sie ist Teil des Osthessischen Berglands.
Die Fuldaer Senke besteht aus dem zentralen Fuldaer Becken rund um die namensgebende Stadt Fulda an den Flüssen Fulda und Haune, dem Großenlüder-Lauterbacher Graben an den Unterläufen von Lüder und Lauter im Nordwesten und dem Fliedetal entlang der Fliede im Südwesten.

## Naturräumliche Gliederung
Die Fuldaer Senke wird wie folgt gegliedert:
- (zu 35 Osthessisches Bergland)
  - 352 Fuldaer Senke
    - 352.0 → Fliedetal
      - 352.00 → Fliedener Becken (42,19 km²)
      - 352.01 → Kerzeller Fliedetal (15,66 km²)

    - 352.1 → Fuldaer Becken (112,94 km²)
    - 352.2 → Großenlüder-Lauterbacher Graben (123,43 km²)

### Fliedetal
Das Fliedetal entlang dem Fulda-Zufluss Fliede ist der Südwestteil der Fuldaer Senke. Es gliedert sich seinerseits in das Fliedener Becken und das sich ihm nordöstlich anschließende, schmalere Kerzeller Fliedetal, das das Fliedener mit dem → Fuldaer Becken verbindet.

#### Fliedener Becken
Im Fliedener Becken liegen der östliche Hauptteil der namensgebenden Gemeinde Flieden, der Süden der Gemeinde Neuhof und der äußerste Westen der Gemeinde Kalbach, in dem mehr als die Hälfte der Einwohner der Gemeinde lebt – alle im Landkreis Fulda.
Geographisch wird das Becken begrenzt durch den Gieseler Forst (350.6) im Nordwesten und Westen, den Landrücken (353.0) im Süden und das Westliche Rhönvorland (353.1) im Osten. Der Gieseler Forst ist der östlichste Teil des Unteren Vogelsberges (Haupteinheit 350), während Landrücken und Westliches Rhönvorland der Kuppenrhön (Haupteinheit 353) zugerechnet werden.
Im Fliedener Becken sammelt die Fliede alle wichtigen Quell- und Nebenflüsse (siehe hier) bis zur Kemmete (15,8 km, von links).

#### Kerzeller Fliedetal
Das schmale Kerzeller Fliedetal, benannt nach dem Dorf Kerzell (Gemeinde Eichenzell), begleitet den Mittellauf der Fliede vom → Fliedener Becken bis zum → Fuldaer Becken, das sich nordöstlich anschließt. Es beginnt im Süden mitten in Neuhof, führt weiter nach Nordosten zum namengebenden Dorf Kerzell, um sich westlich von dessen Muttergemeinde Eichenzell schließlich zum Fuldaer Becken zu weiten. Darin liegen die beiden genannten Gemeinden, ein sehr kleiner Teil des Ostufers liegt auch auf der Gemarkung Kalbachs.
Von rechts münden hier die Nebenflüsse Rehbach (8,0 km) und Döllbach (23,5 km).
Am Ostufer liegt der Gieseler Forst, am Südwestufer das Westliche Rhönvorland (s. o.).

### Fuldaer Becken
Im Fuldaer Becken bei Fulda vereinen sich die parallel gen Norden ziehenden Täler der Fulda und der Haune – deren mit 66,5 km zweitlängster Nebenfluss überhaupt und ihr längster rechter, der östlich von ihr läuft. Es reicht auf der Fuldaseite von Eichenzell im Süden bis zur Stadt Fulda, dem einzigen Oberzentrum Osthessens. Östlich davon reicht es an der Haune vom Westen der Gemeinde Dipperz über Künzell bis Petersberg – die alle dem Landkreis Fulda angehören.
Im Uhrzeigersinn aufgezählt, liegt die folgende Wechselfolge von Talsenken und Höhenzügen um das Fuldaer Becken. Sie sind Teile der Fuldaer Senke (Haupteinheit 352), des Unteren Vogelsberges (350), des Fulda-Haune-Tafellandes (355) und der Kuppenrhön (353), Zugehörigkeit jeweils nach dem Ziffernpräfix:
- → Kerzeller Fliedetal (352.01) im Süden
- Gieseler Forst (350.6) im Südwesten und Westen
- → Großenlüder-Lauterbacher Graben (352.2) im Nordwesten
- Schlitzer Land (355.1) im westlichen Norden
- Kämmerzell-Asbacher Fuldatal (355.20) im westlichen bis mittleren Norden
- Rombach-Hochflächen (355.30) im Norden
- Oberes Haunetal (355.310) im östlichen Norden
- Westliches Rhönvorland (353.1) in Osten und Südosten

Das Fuldaer Becken reicht, von Süd nach Nord, auf der Fuldaseite von der Mündung der Fliede (22,1 km) über die der Giesel (11,3 km, über die Saurode gemessen) bis kurz vor die der Lüder (36,4 km) – die selbstredend alle von links zulaufen. Auf der Haune-Seite fließen, hier entsprechend von rechts, Wanne (16,1 km) und Bieber (15,9 km) zu.

### Großenlüder-Lauterbacher Graben
Der Großenlüder-Lauterbacher Graben zieht sich vom → Fuldaer Becken bei Großenlüder über den Süden Bad Salzschlirfs (bis hierhin Landkreis Fulda), Wartenberg, Lauterbach und Schwalmtal nach Nordwesten bis kurz vor Alsfeld (letztgenannte Vogelsbergkreis).
Der nach Südosten fließend ins Fuldaer Becken übergehende Graben wird in südwestlicher Richtung vom Unteren Vogelsberg (Haupteinheit 350) und in nordöstlicher von Höhenzügen des Fulda-Haune-Tafellandes (355) begrenzt – dem Schlitzer Land (355.1) und, weiter nordwestlich, dem Ottrauer Bergland (355.0). Im äußersten Nordwesten verengt er sich, bevor sich anschließend die Alsfelder Mulde (343.02) auftut, die dann als deren südlichster Teil die Schwalm und damit auch die Westhessischen Senke (Haupteinheit 343) einleitet.
Der Großenlüder-Lauterbacher Graben folgt, vom Fuldaer Becken ausgehend, jeweils zunächst flussaufwärts, für einen kurzen Abschnitt der Lüder, nordwestlicher dann der Lauter (27,9 km), deren Nebenfluss Brenderwasser (20,4 km) und schließlich deren Nebenfluss Maar (4,9 km). Nachdem er über die Wasserscheide zwischen Schwalm und Fulda gelaufen ist, folgt der Graben schließlich flussabwärts dem Bach von Wallenrod (8,5 km) bis kurz hinter dessen Mündung in die Schwalm.
Das Bundesamt für Naturschutz zieht hier die Grenze etwas anders und lässt den Graben nach Nordwesten bereits östlich von Lauterbach enden; Lauterbach und Schwalmtal liegen hiernach im Unteren Vogelsberg.

## Allgemeine Quellen
- „Geologische Übersichtskarte von Hessen“. Geschichtlicher Atlas von Hessen.  In: Landesgeschichtliches Informationssystem Hessen (LAGIS).
- Landschaftssteckbrief Fuldaer Senke des Bundesamtes für Naturschutz (Hinweise)